# (3575) Anyuta
(3575) Anyuta es un asteroide perteneciente al cinturón de asteroides, descubierto el 26 de febrero de 1984 por Nikolái Stepánovich Chernyj desde el Observatorio Astrofísico de Crimea (República de Crimea).

## Designación y nombre
Designado provisionalmente como 1984 DU2. Fue nombrado Anyuta en honor a la paracaidista soviética rusa Anna Aleksandrovna Ŝiŝmarjeva.